# Badia d'Onemen
La Badia d'Onemen (rus: Онемен; en txuktxi Онмын, en escriptura no ciríl·lica, Onmin) és una badia del golf d'Anàdir, al mar de Bering. Administrativament pertany al districte d'Anadirski del Districte autònom de Txukotka, a la Federació Russa. No hi ha assentaments a la vora de la badia, excepte Tavaivaam, a l'extrem oriental. Anàdir es troba a l'est, més enllà de la zona de desembocadura.
El nom Onemen deriva de la paraula txuktxi онмын ("profund").

## Geografia
La badia es troba a la riba de les terres baixes d'Anàdir, amb la desembocadura del riu Anàdir a l'oest, l'estuari de l'Anàdir a l'est i la badia de Kantxalan, una petita part de l'estuari de la desembocadura del riu Kantxalan, a la part nord de l'extrem oriental. El riu Velikaia té la seva desembocadura al sud de la badia.
El riu Anàdir desemboca en la part occidental de la badia i el Velikaja en la petita badia Malij Onemen (залив Малый Онемен), sobre el costat meridional. A l'est la badia s'encongeix, trobant el llimen del Kantxalan, on desemboca el riu, i entra en el llimen del Anàdir. En el punt més estret del pas, sobre la riba meridional, es troba la ciutat d'Anàdir. La costa septentrional de la badia és en parts baixa i en altres parts picada. Un promontori s'allarga cap al sud: cap a Kedrovaja Koshka (Кедровая Кошка). Les costes sud-occidentals i sud-orientals són sobretot baixes i pantanoses. No hi ha assentaments al llarg de les costes.
El cap Vexala i el Amerikanskaja Koxka (мыс Вешала i Американская Кошка) són els límits occidentals de la badia Onemen; el cap Nejman i el cap Dlinnij (мыс Неймана i мыс Длинный) són els límits orientals. El cap Nejman és dotat de senyals lluminosos de navegació. A causa dels complicats i freqüents corrents en la zona de la badia es generen ones altes i, pel qual, la navegació és possible només en condicions de temps calmat i en bones condicions de visibilitat.